# Citroën Type A
Citroën Type A eller Citroën 10CV är en personbil, tillverkad av den franska biltillverkaren Citroën mellan 1919 och 1921. 
André Citroën tillverkade artillerigranater för Frankrikes armé i sin fabrik i Quai de Javel i Vaugirard, Paris under första världskriget. Efter krigsslutet ställde Citroën om produktionen till biltillverkning istället och i juni 1919 presenterades den första modellen, logiskt nog benämnd Type A. Bilen hade en liten fyrcylindrig sidventilsmotor. Chassit hade stela hjulaxlar upphängda i kvartselliptiska bladfjädrar. Fotbromsen verkade på kardanaxeln medan handbromsen tog på bakhjulen och bilen kunde nå en toppfart på 65 km/h. Priset sattes till 7 950 francs. Efterkrigsinflationen tvingade snart Citroën att höja priset till 12 500 francs men Citroën var fortfarande den billigaste bilen på marknaden med god marginal.
André Citroën hade träffat Henry Ford i USA före kriget och studerat löpandebandprincipen. Redan 1920 tillverkade Citroën 100 bilar om dagen i sin fabrik och Type A blev den första massproducerade bilen i Europa.